# Molvolym
Inom kemin är ett ämnes molvolym volymen av en mol av ämnet och anges med symbolen Vm, eller {\displaystyle {\tilde {V}}}. Molvolymen beräknas genom att dividera ämnets atommassa eller molekylmassa (M) med dess densitet (ρ). 
{\displaystyle V_{\text{m}}={\frac {M}{\rho }}}
SI-enheten för molvolym är kubikmeter per mol, m3/mol, även om det är mer typiskt att använda enheterna kubikdecimeter per mol (dm3/mol) för gaser och kubikcentimeter per mol (cm3/mol) för vätskor och fasta ämnen. Molvolymen ges vanligen för ett fast ämne vid 298 K. Molvolymen för en ideal gas är ca 22,4 liter vid 273 K och normalt atmosfärstryck.

## Definition

Förändring i volym med ökande etanolfraktion.

Molvolymen av ett ämne i definieras som dess molmassa dividerat med dess densitet ρ i 0 :
{\displaystyle V_{\rm {m,i}}={M_{i} \over \rho _{i}^{0}}}
För en idealisk blandning innehållande N komponenter är blandningens molvolym den viktade summan av molvolymerna för dess individuella komponenter. För en verklig blandning kan molvolymen inte beräknas utan att känna till densiteten:
{\displaystyle V_{\rm {m}}={\frac {\displaystyle \sum _{i=1}^{N}x_{i}M_{i}}{\rho _{\mathrm {mixture} }}}}
Det finns många vätske-vätskeblandningar, till exempel blandning av ren etanol och rent vatten, som kan genomgå sammandragning eller expansion vid blandning. Denna effekt representeras av mängden överskottsvolym av blandningen, ett exempel på överskottsegenskap.

### Förhållande till specifik volym
Molvolym är relaterad till specifik volym av produkten med molmassa. Detta följer ovanifrån där den specifika volymen är den reciproka av densiteten hos ett ämne:
{\displaystyle V_{\rm {m,i}}={M_{i} \over \rho _{i}^{0}}=M_{i}v_{i}}

## Ideala gaser
För ideala gaser ges molvolymen av idealgasekvationen. Denna är en bra uppskattning för många vanliga gaser vid standardtemperatur och standardtryck. Ekvationen för ideala gaser kan omarrangeras för att ge ett uttryck för den molvolymen av en ideal gas:
{\displaystyle V_{\rm {m}}={\frac {V}{n}}={\frac {RT}{P}}}
För en given temperatur och tryck, är därför molvolymen densamma för alla idealgaser och baseras på gaskonstanten: R = 8,31446261815324 m3⋅Pa/K⋅mol, eller ca 8,20573660809596×10−5 m3⋅atm/K⋅mol.
Molvolymen för en idealgas vid 100 kPa (1 bar) är
0,022710954641485 ... m3/mol vid 0 °C,
0,024789570296023 ... m3/mol vid 25 °C.
Molvolymen av en idealgas vid 1 atmosfärs tryck är
0,022 413 969 545 014 ... m3/mol vid 0 °C,
0,024 465 403 697 038 ... m3/mol vid 25 °C.

## Kristallina fasta ämnen
För kristallina fasta ämnen kan molvolymen mätas med röntgenkristallografi. Enhetscellvolymen (V-cell ) kan beräknas från enhetscellparametrarna, vars bestämning är det första steget i ett röntgenkristallografiexperiment (beräkningen utförs automatiskt av mjukvaran för strukturbestämning). Detta är relaterat till molvolymen med
{\displaystyle V_{\rm {m}}={{N_{\rm {A}}V_{\rm {cell}}} \over {Z}}}
där NA är Avogadro-konstanten och Z är antalet formelenheter i enhetscellen. Resultatet rapporteras normalt som den "kristallografiska densiteten".

### Molvolym av kisel
Ultrarent kisel tillverkas rutinmässigt för elektronikindustrin och mätningen av molvolymen av kisel, både genom röntgenkristallografi och genom förhållandet mellan molmassa och massdensitet, har väckt stor uppmärksamhet sedan det banbrytande arbetet vid NIST 1974. Intresset härrör från att noggranna mätningar av enhetscellvolymen, atomvikten och massdensiteten för ett rent kristallint fast ämne ger en direkt bestämning av Avogadro-konstanten.
Det rekommenderade CODATA-värdet för molvolymen av kisel är 1,205883199 (60) × 10−5 m3/mol, med en relativ standardosäkerhet på 4,9 × 10−8.